# Siegesplatz (Kaliningrad)
Siegesplatz (russisch Площадь победы, Ploschtschad Pobedy) ist ein zentraler Platz in Kaliningrad, der Hauptstadt der russischen Oblast Kaliningrad, die bis 1945 als deutsche Stadt Königsberg (Pr) Hauptstadt der Provinz Ostpreußen war.

## Geschichte
Bis 1934 hieß der Vorplatz des Cranzer und des Samlandbahnhofs (ab 1930 Nordbahnhof) Hansaplatz und während des Dritten Reiches Adolf-Hitler-Platz. Nach der Zerstörung des Königsberger Stadtzentrums durch britische Luftangriffe 1944 und in der Schlacht um Königsberg 1945 entwickelte sich nach Eroberung der Stadt durch die Sowjetunion und der Vertreibung der noch verbliebenen Königsberger Zivilbevölkerung sowie Neubesiedlung mit Sowjetbürgern der Bereich um den früheren Hansaplatz unter dem Namen Siegesplatz zu einem neuen Zentrum der Stadt, die 1946 den Namen Kaliningrad erhalten hatte. Der Platz wurde um den südwestlichen Bereich der ehemaligen Deutschen Ostmesse erweitert und die Platzfläche damit fast verdoppelt. Heute hat der ehemalige Hansaplatz vor dem Bahnhofsgebäude untergeordnete Bedeutung und wird als Parkfläche genutzt, während der neue Platzteil repräsentativ gestaltet ist.

## Lage
Heute befinden sich hier zahlreiche Banken, Geschäfte, Einkaufszentren und die Stadtverwaltung. Der 1930 erbaute Nordbahnhof enthält ebenfalls ein Businesszentrum. Das 1923 von Hanns Hopp erbaute neue Rathaus ist nach einem Umbau auch noch heute Sitz der Stadtverwaltung (2008). Im Umfeld des Platzes befinden sich etliche renovierte alte Villenhäuser, die einen Eindruck vom Reichtum des früheren Königsbergs vermitteln. Weitere prominente Gebäude sind das ehemalige Gericht (heute Universität) mit einem Barockportal, das ehemalige Polizeipräsidium (zu Sowjetzeiten KGB), sowie die ehemalige Oberpostdirektion (heute Generalstab der Baltischen Flotte).
Im Rahmen der 750-Jahr-Feier der Stadt im Jahre 2005 wurde der Platz repräsentativ ausgestaltet, insbesondere erhielt er einen Springbrunnen in seiner Mitte und es wurde die neu erbaute Christ-Erlöser-Kathedrale eröffnet. Das Lenin-Denkmal, das sich vor der Kathedrale befand, wurde vom Platz entfernt und dann im Frühjahr 2006 wieder an einer anderen Stelle in Kaliningrad aufgestellt.

## Bildgalerie

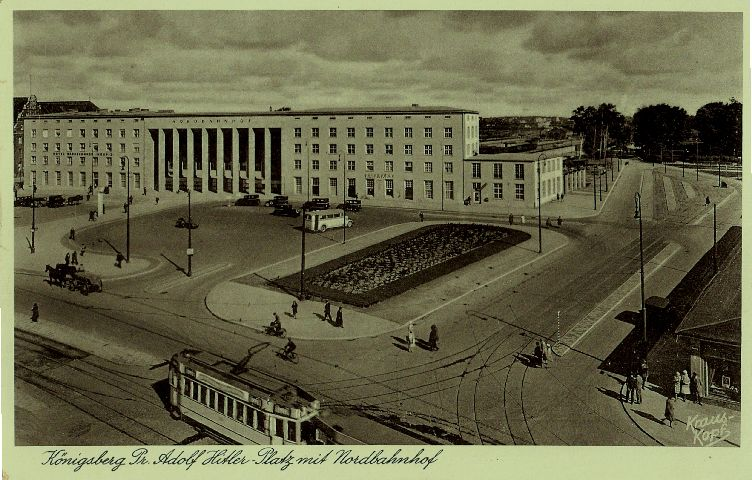
Hansaplatz in Königsberg mit Nordbahnhof ca. 1942
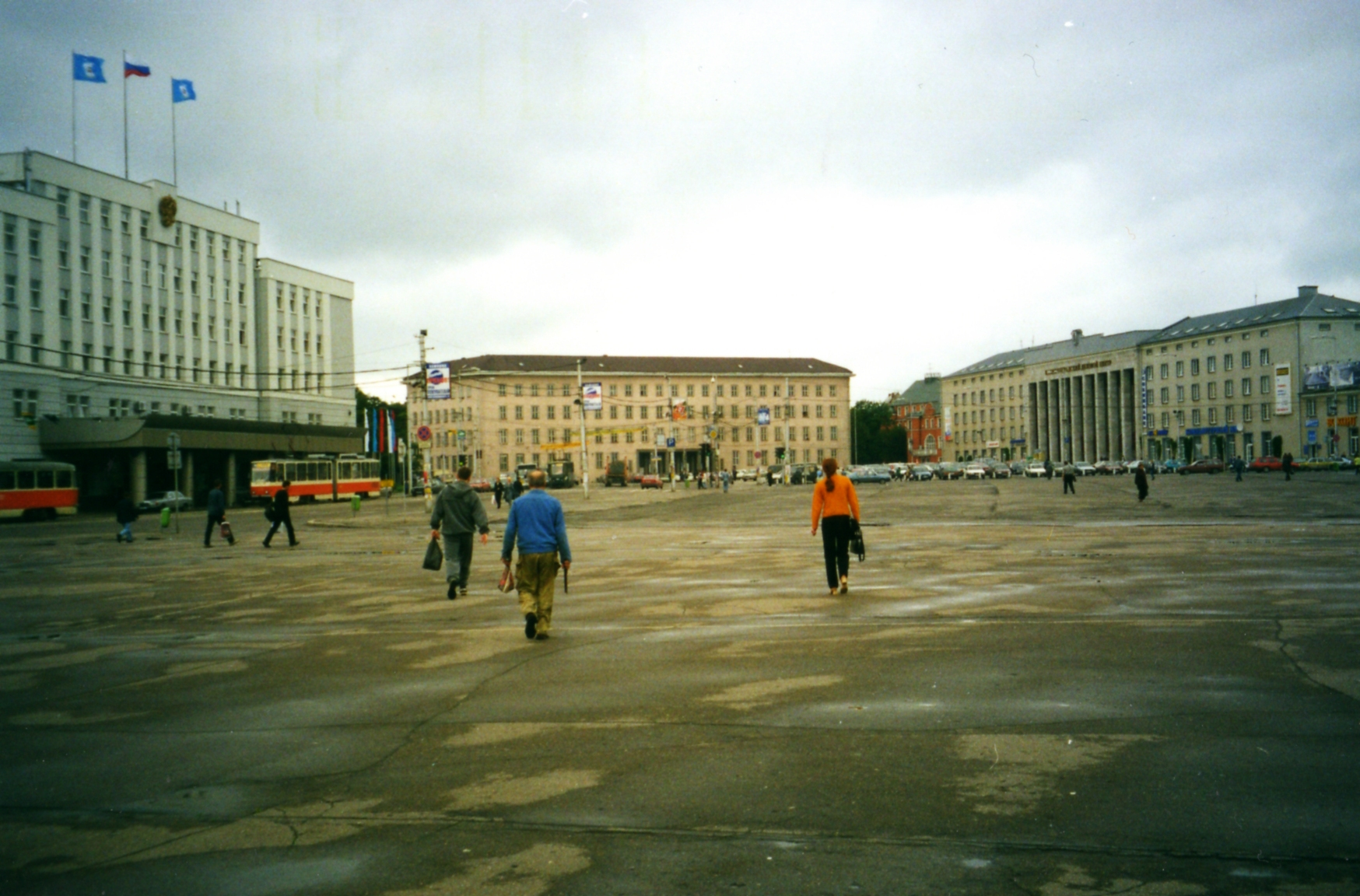
Siegesplatz in Kaliningrad mit Nordbahnhof ca. 2002
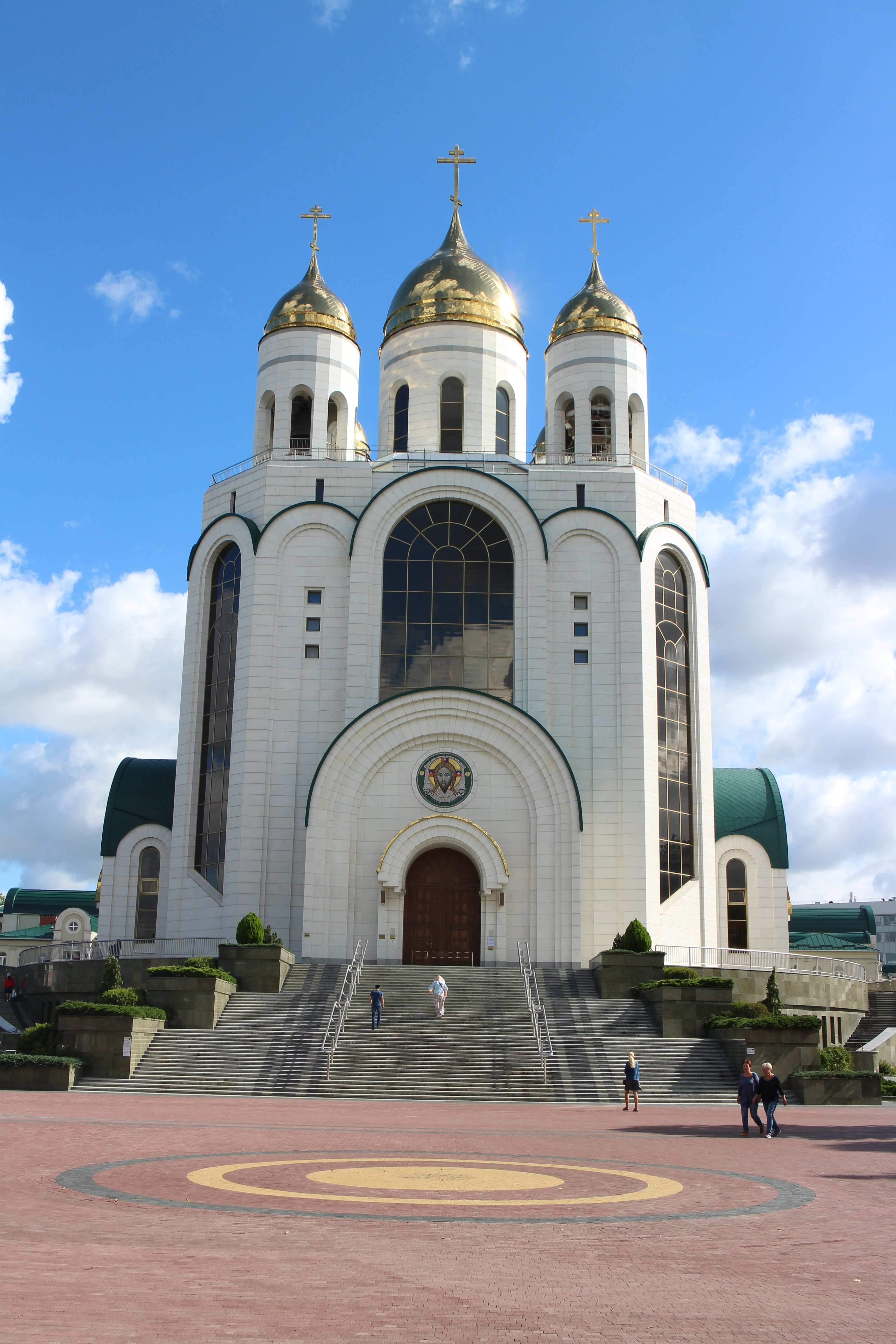
Christ-Erlöser-Kathedrale fertiggestellt
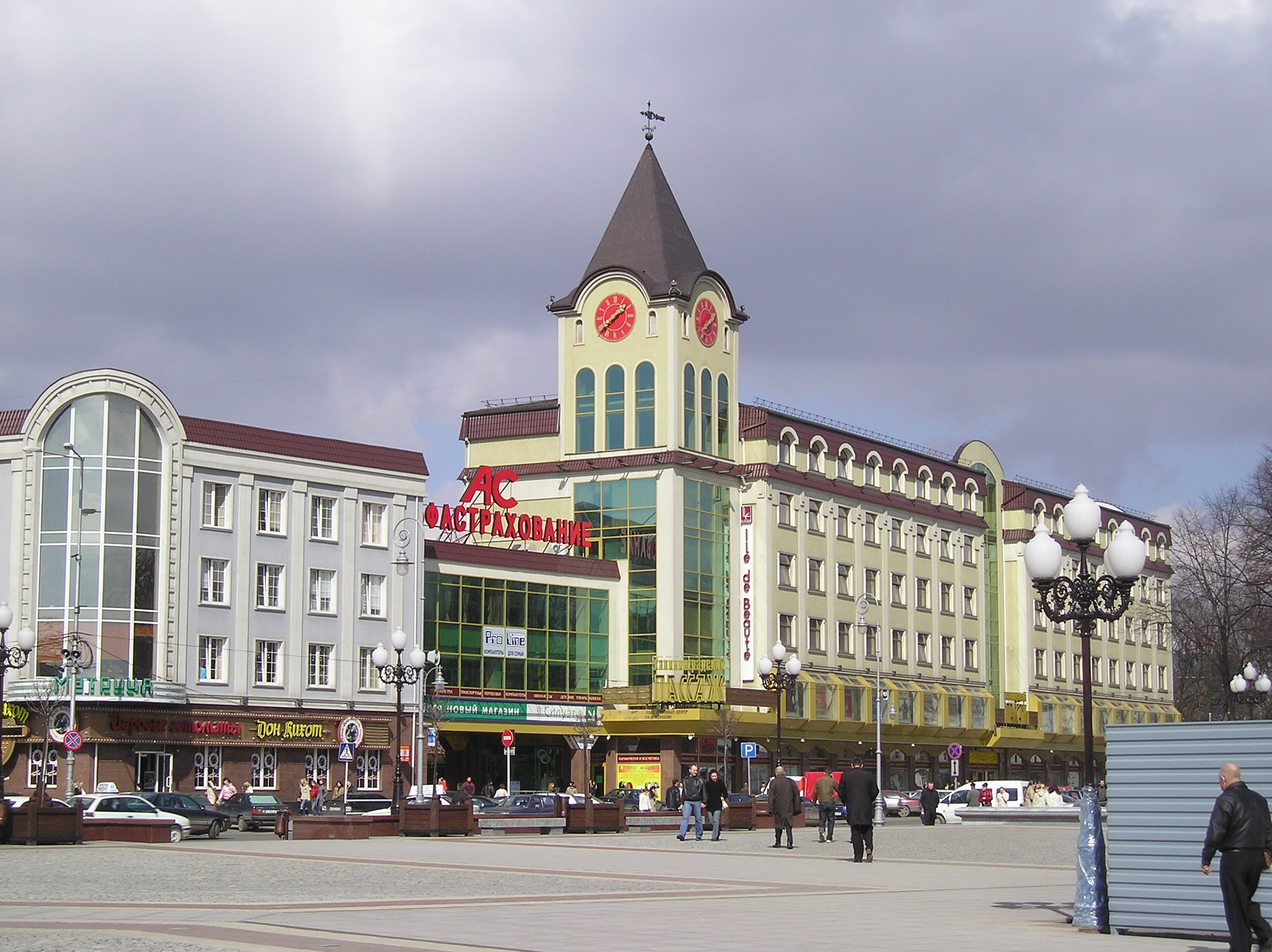
Einkaufspassage
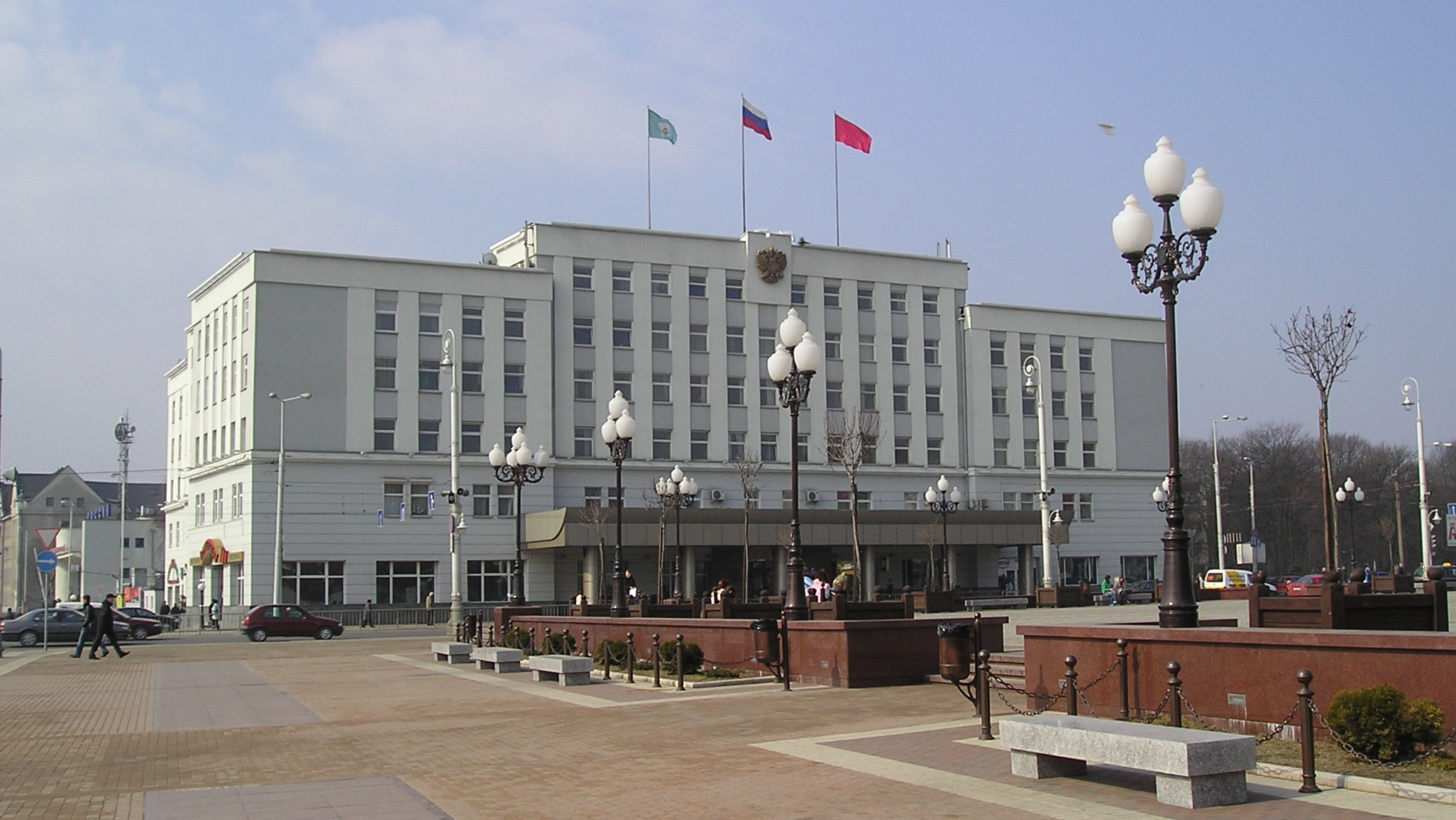
Rathaus